# Sun Sibei
Sun Sibei (chinesisch 孙思蓓; * 18. Februar 2005) ist eine chinesische BMX-Freestyle-Fahrerin.

## Sportlicher Werdegang
Sun stammt aus der Provinz Hebei. 2021 gewann sie die Bronzemedaille im BMX-Freestyle bei den Chinesischen Nationalspielen. Danach zeichnete sie sich noch öfter bei Wettbewerben auf nationaler Ebene aus.
Im Laufe des Jahres 2023 stand Sun regelmäßig in den Finals des BMX-Freestyle-Weltcups; bei den Asienmeisterschaften belegte sie Rang 6. Ihren bisher größten Erfolg erzielte sie bei den Weltmeisterschaften 2023 in Glasgow, als sie hinter der US-Amerikanerin Hannah Roberts Vize-Weltmeisterin wurde. Im Oktober des Jahres holte sie beim Weltcup in Bazhong einen Podestplatz und wurde Zweite der Gesamtwertung.
2024 wurde Sun als eine von drei chinesischen Fahrerinnen für die olympische Qualifikationsserie nominiert. Sie gewann die erste Runde in Shanghai, schied aber in der zweiten Runde in der Qualifikation aus und verpasste so die Olympischen Spiele 2024. Bei den Weltmeisterschaften 2024 wurde sie erneut Zweite.

## Erfolge
2023
 Weltmeisterschaften
2024
 Weltmeisterschaften
eine Runde Olympische Qualifikationsserie
ein Weltcup-Sieg